# Espacio metrizable
En topología y áreas relacionadas de las matemáticas, un espacio metrizable es un espacio topológico que es homeomorfo a un espacio métrico. Esto es, se dice que un espacio topológico {\displaystyle (X,{\mathcal {T}})} es metrizable si existe una métrica
{\displaystyle d\colon X\times X\to [0,\infty )}
tal que la topología inducida por d es {\displaystyle {\mathcal {T}}}. Los teoremas de metrización son teoremas que dan condiciones suficientes para que un espacio topológico sea metrizable.

## Propiedades
Los espacios metrizables heredan todas las propiedades topológicas de los espacios métricos. Por ejemplo, son espacios paracompactos de Hausdorff (y por tanto normales y de Tíjonov) y primero-numerables. Sin embargo, algunas propiedades de los espacios métricos, como la completitud, no se heredan de forma inmediata. Un espacio uniforme metrizable, por ejemplo, puede tener un conjunto diferente de aplicaciones contractivas al de un espacio métrico al que sea homeomorfo.

## Teoremas de metrización
Uno de los teoremas de metrización más conocidos es el teorema de metrización de Urysón. Este afirma que todo espacio regular segundo-numerable de Hausdorff es metrizable. Así, por ejemplo, toda variedad segundo-numerable es metrizable. Este enunciado fue probado por Tíjonov en 1926. El teorema original que probó Urysón, en un artículo publicado póstumamente en 1925, decía que todo espacio de Hausdorff normal segundo-numerable es metrizable. El recíproco del teorema no es cierto, existen espacios métricos que no son segundo-numerables, como por ejemplo un conjunto no numerable dotado con la métrica discreta. El teorema de metrización de Nagata-Smírnov, que se desarrolla más adelante, da unas condiciones más específicas en las que se cumple el recíproco.
Existen otros teoremas de metrización que son simples corolarios del teorema de Urysón. Por ejemplo, un espacio de Hausdorff compacto es metrizable si y solo si es segundo-numerable.
El teorema de Urysón se puede reformular de la siguiente forma: Un espacio topológico es separable y metrizable si y solo si es regular, de Hausdorff y segundo-numerable. El teorema de metrización de Nagata-Smírnov extiende este resultado al caso no separable. Afirma que un espacio topológico es metrizable si y solo si es regular, de Hausdorff y tiene una base σ-localmente finita. Una base σ-localmente finita es una base que es unión de una cantidad numerable de colecciones localmente finitas de conjuntos abiertos. El teorema de metrización de Bing es un resultado muy relacionado con este.
Los espacios metrizables separables también se pueden caracterizar como aquellos espacios que son homeomorfos a un subespacio del cubo de Hilbert {\displaystyle \lbrack 0,1\rbrack ^{\mathbb {N} }}, esto es, el producto infinito numerable del intervalo unidad (con su topología de subespacio natural de los reales), equipado con la topología producto.
Se dice que un espacio es localmente metrizable si todo punto tiene un entorno numerable. Smírnov probó que un espacio localmente metrizable es metrizable si y solo si es Hausdorff y paracompacto. En particular, una variedad es metrizable si y solo si es paracompacta.

## Ejemplos
El grupo de operadores unitarios {\displaystyle \mathbb {U} ({\mathcal {H}})} en un espacio de Hilbert separable {\displaystyle {\mathcal {H}}} equipado con la topología fuerte de operadores es metrizable.

## Ejemplos de espacios no metrizables
Los espacios no normales no pueden ser metrizables. Entre ellos se cuentan:
- La topología de Zariski sobre una variedad algebraica o sobre el espectro de un anillo, usado en geometría algebraica.
- El espacio vectorial topológico de las funciones de la recta real R en sí misma, con la topología de convergencia puntual.

La recta real con la topología del límite inferior no es metrizable. La función distancia usual no es una métrica en este espacio ya que la topología que determina es la topología usual, no la topología del límite inferior. Este espacio es Hausdorff, paracompacto y primero-numerable.
La recta larga es localmente metrizable pero no es metrizable, en cierto sentido es «demasiado larga».